# Диего Каррильо де Мендоса
Дие́го Карри́льо де Мендо́са-и-Пиментель, 1-й маркиз Хельвеса и граф-консорт Приего (исп. Diego Carrillo de Mendoza y Pimentel; 1560, Вальядолид — 1631, Мадрид) — испанский дворянин, генерал-капитан миланской кавалерии, рыцарь ордена Сантьяго, комендант Вильянуэва-де-ла-Фуэнте, вице-король Арагона (1610—1621) и XIV-й вице-король Новой Испании (1621—1624).